# Johan Gustaf Hägerflycht
Johan Gustaf Hägerflycht, född den 5 mars 1736 på Hultaby i Näsby socken, Jönköpings län, död den 5 maj 1805 i Stockholm, var en svensk militär. Han var bror till Johan Axel Hägerflycht och far till Nils Henrik Hägerflycht.
Hägerflycht blev volontär vid Livregementet till häst 1753, kadett vid kung Adolf Fredriks kadettkår samma år, underlöjtnant vid artilleriet 1756, adjutant 1758 och löjtnant vid artilleriet i Göteborg 1764. Han fick transport till artilleriet i Stockholm 1765, blev regementskvartermästare 1772 och stabskapten vid artilleriet i Stralsund 1773. Hägerflycht förflyttades åter till artilleriet i Stockholm samma år, blev major vid artilleriet på Gotland 1774, premiärmajor vid artilleriet i Stockholm 1778 och överstelöjtnant 1782. Han befordrades till överste vid artilleriet och blev chef i Stockholm 1786. Hägerflycht beviljades generalmajors avsked 1803. Han bevistade riksdagen 1792 i Gävle. Hägerflycht blev riddare av Svärdsorden 1779.